# Sainte-Hélène (Vosges)
Sainte-Hélène ist eine französische Gemeinde im Département Vosges in der Region Grand Est (bis 2015 Lothringen). Sie gehört zum Arrondissement Épinal und zum Kanton Bruyères.

## Geografie
Sainte-Hélène liegt etwa vier Kilometer südlich von Rambervillers.

## Bevölkerungsentwicklung
| Jahr      | 1793 | 1896 | 1954 | 1982 | 1990 | 1999 | 2006 | 2017 |
| Einwohner | 570  | 580  | 435  | 427  | 432  | 446  | 456  | 466  |

## Sehenswürdigkeiten
- Kirche Saint-Georges (Ausstattungsteile als Monuments historiques klassifiziert)